# 巴格群島
巴格群島（英語：Bugge Islands），是南極洲的群島，位於葛拉漢地的法利埃海岸，處於瑪格麗特灣，在1936年由英國探險隊拍攝空中照片，現時由南極條約體系管理。